# Rose M. Poole
Rose Morey Poole; geborene Rose Morey; geschiedene Rose Torrey (* 27. Mai 1880 in Saginaw; † 10. Juli 1963 in Denver) war eine US-amerikanische Geschäftsfrau und Politikerin aus Klamath Falls, Oregon.  Sie gehörte der Republikanischen Partei an und war zwei Amtszeiten hindurch Mitglied des Repräsentantenhauses von Oregon, wo sie einen großen ländlichen Wahlbezirk im Süden des Bundesstaates vertrat. Als Geschäftsfrau besaß sie mehrere Kinotheater in und um Klamath Falls.

## Jugend und frühes Leben
Poole war die Tochter des Priesters Samuel Livingston Morey und dessen Frau Eleanor (Rodgers) Morey. Der Vater war aus England und die Mutter aus Irland in die Vereinigten Staaten eingewandert, wo sie sich in Michigan niederließen. Rose Poole war das jüngste von neun Kindern und besuchte die Schule in Saginaw.
Im Jahr 1900 heiratete sie Neil B. Torrey, mit dem sie zwei Kinder aufzog. Der Sohn Roger wurde 1901 in Grand Rapids geboren und die Tochter Ellenor einige Jahre später in Petoskey. Die Ehe von Poole und Torrey wurde einige Jahre später geschieden, und 1910 zog Poole von Michigan ins südliche Oregon.
Kurz nach ihrer Ankunft in Oregon erhob Poole nach dem Heimstättengesetz Anspruch auf ein Grundstück westlich des Upper Klamath Lake, unweit der uninkorporierten Ortschaft Rocky Point im Klamath County. 1911 zog Poole nach Klamath Falls, wo sie Büroleiterin der Klamath Development Company wurde. In dieser Position arbeitete sie neun Jahre. Schon in dieser Zeit begann sie, für die Öffentlichkeit tätig zu sein, so 1919 als Bezirksvorsitzende für countyweite Kampagne zum Zeichnen von Liberty Bonds. Im Mai des Jahres heiratete sie Harry W. Poole, einen Schulfreund aus Michigan.

## Geschäftsfrau
Während sie noch für die Klamath Development Company arbeitete, unterstützte Poole ihren Mann dabei, in Klamath Falls im Theatergeschäft Fuß zu fassen. Gemeinsam erwarben die Pooles 1919 das Liberty Theatre; 1923 kam das Pine Tree Theater hinzu, und 1929 bauten sie das Pelican Theater. 1931 kauften die Pooles das Rainbow und das Vox. Ein Zeit lang besaßen sie zwei andere Theater in Klamath Falls – das Orpheus und das Rex – sowie ein Theater in der nahegelegenen Stadt Chiloquin.
Als ihr Ehemann 1939 starb, übernahm Poole das Theatergeschäft und wurde dessen Präsident und Generalmanager. 1940 betrieb Poole in Klamath Falls fünf Theater. Sie nutzte ihr Unternehmen für eine Reihe von Aktivitäten für die Allgemeinheit. Behinderte, die auf einen Rollstuhl angewiesen waren, bekamen grundsätzlichen freien Kinoeintritt. Außerdem gab sie freien Eintritt etwa als Belohnung für junge Leute, die sich beim Ausschmücken von Paraden beteiligten. Während des Zweiten Weltkrieges gab Poole den örtlichen Luftwaffenhelfern freien Eintritt. Infolge ihres öffentlichen Engagements war Poole Klamath Falls ein anerkanntes Mitglied der Gesellschaft.
Poole war in einer Reihe von örtlichen Organisationen aktiv, darunter in der League of Women Voters, bei den Business and Professional Women und im Klamath Falls Library Club. Sie war 1939 Gründungsmitglied des örtlichen Soroptimists Club und stand ihm 1943 vor. 1941 stand Poole an der Spitze der ersten von mehreren Kampagnen zum Verkauf von Kriegsanleihen. Sie war in den Anfangsjahren des Zweiten Krieges auch Funktionärin der örtlichen Rotkreuzorganisation.

## In der Politik
1944 entschied sich Poole, für die Republikanische Partei im 32. Wahlbezirk für das Repräsentantenhaus von Oregon zu kandidieren. Damals war der 32. Wahlbezirk ein ländlicher Wahlbezirk, der das gesamte Klamath County umfasst. Weil der Wahlbezirk mit zwei Sitzen im Parlament vertreten wird, nominieren Republikaner und Demokraten jeweils zwei Kandidaten in den Vorwahlen. 1944 hatten insgesamt nur zwei republikanische und zwei demokratische Kandidaten für die Sitze im 32. Wahlbezirk Interesse gezeigt, und in der Folge wurden alle vier in den allgemeinen Wahlgang übernommen. Auf Seiten der Republikaner wurden Poole und Dale West und auf Seiten der Demokraten der Amtsinhaber Henry Semon und Thomas Bustin nominiert.
Als sich der Wahltermin näherte, konzentrierte sich Poole für eine Einschränkung der Regierung, Verbesserung der öffentlichen Schulen und die Erhaltung von Naturressourcen.  Bei der Wahl erhielt Poole die zweithöchste Stimmenzahl der vier Kandidaten und gewann so einen der beiden Sitze des Wahlbezirks 32. Den anderen Sitz gewann der demokratische Amtsinhaber Henry Semon.
Durch Pooles Wahl wurde das Klamath County nach einem Jahrzehnt erstmals wieder republikanisch vertreten. In der regulären Sitzungsperiode vom 8. Januar bis zum 17. März 1945 war Poole Vizevorsitzende des Forstausschusses. Außerdem wirkte sie in den Ausschüssen für die Landstraßen und die Straßenmaut, Jagd, Rechnungslegung und Post sowie Viehzucht. während der Sitzungsperiode brachte sie gemeinsam mit zwei weiteren Abgeordneten des Repräsentantenhauses den erfolglosen Oregon House Joint Memorial Number 9 ein; der Gesetzesentwurf sollte japanischstämmige Amerikaner und künftige Einwanderer aus Japan daran hindern, sich nach dem Ende des noch laufenden Weltkrieges in Oregon niederlassen. Kurz nach dem Ende der Sitzungsperiode wurde ihr Schwiegersohn bei Kämpfen der United States Army in Deutschland getötet.
Poole entschied sich, 1946 zur Wiederwahl im Distrikt 32 anzutreten. Poole und Troy Cooke waren die einzigen Republikaner, die ihre Kandidatur erklärten, so dass beide für den allgemeinen Wahlgang nominiert wurden. Sie trafen da auf Henry Semon, der in den demokratischen Vorwahlen keine Gegenkandidaten hatte. Semon erhielt die meisten Stimmen, Poole erhielt die zweitmeisten Stimmen, sodass Semon und Pool ihre Sitze im Repräsentantenhaus behielten.
Als am 13. Januar 1947 die reguläre Sitzungsperiode begann, war Poole Angehörige einer überwältigenden republikanischen Mehrheit im Oregon House of Representatives von 58 zu 2 Demokraten. Sie wurde Vizevorsitzende im Rechnungslegungs- und Postausschuss. Sie war außerdem Mitglied in den Ausschüssen für Wahlen und die Einteilung der Wahlkreise. Jagd und Kommunalverwaltung.  Der Speaker of the House ernannte sie später auch in den Ausschuss für Naturressourcen, dem alle Angelegenheiten des Forstwesens, des Bergbaus und des Fischereiwesens oblagen. Gemeinsam mit Semon setzte sich Poole für die Konversion der Kasernen des United States Marine Corps in eine technische Schule ein. Daraus wurde schließlich das Oregon Institute of Technology. Nach dem Ende der Sitzungsperiode am 5. April 1947 kehrte Poole nach Klamath Falls zurück.

## Späteres Leben
Zurück in Klamath Falls betrieb Poole ihre Kinotheaterunternehmung weiter. Sie entschied sich, 1948 nicht zur Wiederwahl anzutreten. Allerdings blieb sie in der lokalen Politik aktiv und unterstützte republikanische Kandidaten in Klamath County. Außerdem war sie Mitglied im Planungskomitee von Klamath Falls.
1948 verkaufte Poole das Pelican Theatre und zog sich in den Ruhestand zurück. 1950 zog sie nach Harbor, einer kleinen Ortschaft im Süden an der Küste Oregons. 1959 ging sie nach Lakewood, Colorado, um bei ihrer Tochter zu leben. Sie starb am 10. Juli 1963 in einem Krankenhaus in Denver. Nach der Trauerfeier in der St. Paul’s Episcopal Church in Klamath Falls wurde sie im Klamath Memorial Park in Klamath Falls bestattet.